# 貝瑟尼灘
貝瑟尼灘（英語：Bethany Beach）是美国德拉瓦州蘇塞克斯縣（Sussex）下属的一座城镇，面积为3.01平方公里，其中2.97平方公里为陆地，0.04平方公里为水域。2011年的数据显示该地有人口1,077人。论人口在本州排行第30。

## 來源
1. ↑  . U.S. Census Bureau.   [2011-11-18]. （原始内容存档于2006-02-08）.